# Szentháromság-templom (Fertőboz)
A 2001 óta a világörökség részét képező Fertő-táj egyik magyarországi temploma Fertőboz településen található, melyet a Szentháromság tiszteletére szenteltek.
Műemlék: törzsszáma 3783, KÖH azonosító száma 4049.

## Története
A település temploma 1732-ben (egyes források szerint 1739-ben) épült a falu feletti egyik dombon, egyszerű, hagymasisakos toronnyal rendelkező barokk templomként. Eredetileg a hidegségi templom filiája volt egészen 1772-ig, amikor is a falu végre saját plébánost talált, ráadásul szó szerint. A 18. század közepén ugyanis a falubeliek egy kisgyermeket találtak a községi réten, akit valószínűleg átutazó vándorok hagyhattak ott. A gyermeket azonnal Széchényi grófhoz vitték, aki a fiút a megtalálás helyéről Adam Gmainwieser-nek nevezte el. (községi rét németül: Gemeindewiese) A gyermeket a gróf felneveltette és papnak taníttatta, így lett a falunak saját papja. A templom építése után nem sokkal paplak, 1770-ben pedig iskola is épült. A történelem folyamán a templom többször is leégett, mára már csak a szentély és a hajó oldalfalai vannak meg az eredeti épületből.

1891-ben renoválták az épületet, majd nem sokkal később, 1903-ban Széchenyi Béla újrazsindelyeztette a templom nyugati homlokzata feletti huszártornyot, és személyesen látogatta meg június 5-én a munkálatok helyszínét. Még ugyanazon a napon egy nádas fészerben játszó két gyermek tüzet okozott a faluban. A helyi önkéntes tűzoltó egyesület munkája ellenére az akkoriban szokásos nádtetők és a nagy nyári meleg miatt gyorsan terjedő tűzvészben a templom és a hozzá tartozó paplak is leégett. Egy korabeli legenda szerint a falu plébánosa, Siklósi József késve értesült a tűzvészről, és mire odaért, a templom már lángokban állt. Első gondolata az volt, hogy az Oltáriszentséget kimentse. A sekrestyén keresztül berohant a lángoló épületbe, ám ekkor a templom hagyma alakú tornya beomlott. Kisvártatva azonban a tűzoltáson fáradozók nagy meglepetésére a pap és az Oltáriszentség sértetlenül kiért. Mások szerint az éppen a faluban járó cenki gyógyszerész volt a hős. Annyi bizonyos, hogy a plébánosnak és a tetőn akkor éppen dolgozó munkásoknak sikerült az oltár egy részét, valamint az oltárképet és a szószéket kimenteni, amikor a torony összedőlt. Ezt követően igyekeztek még a sekrestyén át az értékesebb tárgyakat kimenteni. A padok mindegyike bennégett és még a harangok is megolvadtak. A tűzvész után a település hozzájárulásával és gróf Széchenyi Béla pénzügyi segítségével a templom újjáépítése azonnal megkezdődött. Az újjáépült templomot Széchényi Miklós győri megyés püspök 1904 július 4-én szentelte fel.

Eredetileg a templom mellett volt a település temetője, melyet aztán később a falu keleti végébe telepítették át. Említésre méltó egy díszes rokokó sírkő, melyet a templom oldalában hagytak, ahova felirata szerint egy bizonyos Csiszár Mihályt temették 1770-ben. Az egykori temető helyén 2020 óta egy fából faragott Nagyboldogasszony szobor található.

## Az épület

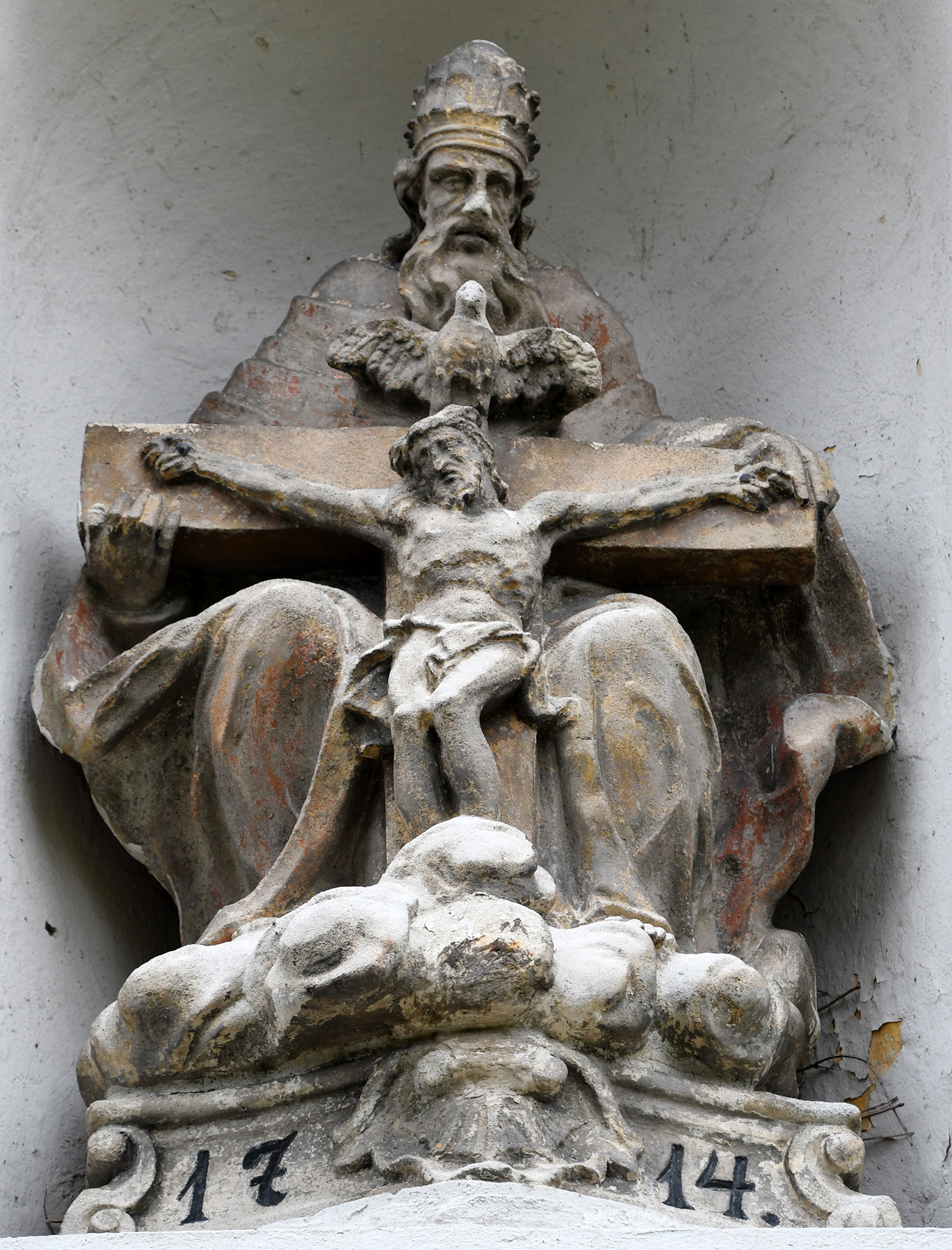
A templom homlokzatának Szentháromság-szobra

A mai egyhajós, egytornyos templom a tűzvész után id. Radics József süttöri építőmester tervei szerint épült egyszerű barokk stílusban, de tornya román stílusú. Az épület homlokzatán a bejárat fölötti kis fülkében egy 1714-ből származó Szentháromság-szoborcsoport került elhelyezésre, mely valószínűleg egy útmenti szoborról való. Ez az útmenti feszület, habár források nincsenek róla, elképzelhetően az akkoriban véget ért pestisjárvány kapcsán készülhetett és talán a tűzvészben megsérülhetett, így kerülhetett az újjáépített templomra.

A főoltárképet, mely a Szentháromság képe Szűz Mária társaságában, Storno Ferenc másolta az eredeti oltárképről. Ugyancsak Széchenyi Béla adománya a templomban található Árpád-házi Szent Erzsébetet ábrázoló kép is, amely a madridi Eduardo Lozano műve, a híres XVII. századi Murillo kép 1896-ban készült másolata, amit a gróf a spanyolországi Sevillából hozott magával. A hajó jobb oldalán lourdesi Szűz Mária szobra kapott helyet. Nagyobbik, 70 cm átmérőjű harangját Sopronban, Seltenhofer Frigyes fiai készítették, míg az orgonát 1904-ben a szombathelyi Peppert Nándor és Fia cég építette. 1925-ben egy kisebb, 52 cm átmérőjű harang is került a toronyba, ez minden valószínűség szerint az aradi Hőnig Frigyes harangöntő cégnél készült. A mennyezeti freskót ifj. Sterbencz Károly soproni festő készítette 1937-ben. Ez a négy evangélistát ábrázolja kereszt alakban, arcképeik alatt az általuk írt evangéliumok latin nyelvű kezdőszavaival. A templom 1965-ben, majd 1995-ben is felújításon esett át.

## Hitélet
A katolikus többségű település egyetlen temploma, jelenleg Peresztegről látják el. A búcsút a pünkösd utáni vasárnapon, a Szentháromság napján tartják.